# Титан (судно)
«Титан» (U-54, до 01.11.1997 С-6) — українське судно, що використовується як плавуча казарма. Побудоване у Польщі за проектом СК-620 (або «Petrushka», англ. РО-2 class за класифікацією НАТО), і перебуває у складі Військово-Морських Сил України У ВМФ СРСР носив назви С-6.

## Особливості проекту
Для «братньої» допомоги Польщі СРСР у 70-х ХХ ст. приймає рішення замовити у них будівництво військових кораблів. Одним з таких суден стало С-6. Цей корабель планувався як допоміжне судно забезпечення для Чорноморського флоту.

## Історія корабля
Відразу після побудови судно було передане у військово-морське училище в Севастополі. Після розподілу Чорноморського флоту колишнього СРСР у 1997 р. судно було віддане Військово-Морським Силам України і приписане як плавуча казарма до ДУК СВМІ ім. адмірала П. С. Нахімова.
Під час Російської інтервенції в Україну 2014 захоплене росіянами(рос.).
Подальша доля судна поки що не вирішена. (рос.)